# 斎藤寿々夢
斎藤 寿々夢（さいとう すすむ、本名：斎藤 進、1943年6月27日 - ）は、日本の演歌歌手、実業家、政治運動家（進歩自由連合副代表、文化党代表）。

## 略歴
栃木県那須郡出身。栃木県清原農学寮卒業後、演歌歌手を目指して上京。苦節10余年で漸くデビューに漕ぎ着けた途端に、所属レコード会社が倒産するなど辛酸を嘗めたが、その後バブル景気とゴルフブームの恩恵を受け、地元の栃木で不動産コンサルタント（土地ブローカー）として財を成す。
バブルが崩壊した1992年の第16回参議院議員通常選挙において、元進歩党常任幹事の依田米秋が結成した進歩自由連合のスポンサーになり、代表の依田を差し置いて比例代表名簿記載順位1位で初出馬したものの、下位落選。
1995年の第17回参議院議員通常選挙では、依田の急逝と進歩自由連合の活動停止に伴い、自ら政治団体『文化党』を結党して東京都選挙区から立候補し、主に伝統文化保護政策を主張したものの、党名・政策が酷似した『文化フォーラム』との間で票が分散し、再落選した。
1998年の第18回参議院議員通常選挙には、無所属で東京都選挙区から出馬。政見放送で自作曲『こんな日本に誰がした（BUBBLE）』を熱唱し、金融政策への不満を訴えたが、当選は果たせなかった。
その後も、地元から散発的に国政選挙等に挑戦し続けている。
2015年4月、叔父秋元文吉が長らく那須御用邸所長を務め、昭和天皇・明仁天皇・美智子皇后のお世話係に携わった関係もあり、明仁天皇と美智子皇后のパラオ訪問・慰霊の旅に感銘を受けて、日本・パラオ友好を祈念し、往年の大スター岡晴夫のヒット曲「パラオ恋しや」の再録に協力した。

## 選挙歴
- 1992年　第16回参議院議員通常選挙　比例代表区　進歩自由連合　90,223票　得票率0.02%　落選　供託金没収
- 1995年　第17回参議院議員通常選挙　東京都選挙区　文化党　487票　　落選　供託金没収
- 1998年　第18回参議院議員通常選挙　東京都選挙区　無所属　3,220票　落選　供託金没収
- 2004年　栃木県議会議員補欠選挙　那須郡東部　無所属　12,816票　落選　供託金返還 - 本名での立候補
- 2005年　第44回衆議院議員総選挙　栃木県第3区　無所属　1,618票　落選　供託金没収
- 2007年　栃木県議会議員選挙　那須塩原市・那須町選挙区　無所属　423票　落選　供託金没収
- 2011年　栃木県議会議員選挙　宇都宮市・上三川町選挙区　無所属　570票　落選　供託金没収
- 2015年　栃木県議会議員選挙　那須塩原市・那須町選挙区　無所属　764票　落選　供託金没収

## 作品
- 『斎藤寿々夢作品集』　キングレコード KIDD-4001　1990年10月21日発売 - 廃盤
- 『こんな日本に誰がした（BUBBLE）』　ビクターエンタテインメント VIDS-30026　1998年3月21日発売 - 廃盤
- 『日本国に誇りもて』　ウイングジャパン WJCR-30036　2009年4月8日発売
- 『月刊ミュージック☆スター』（2009年5月号）ユーズミュージック ISBN 4877841229